# Xã Arlington, Quận Phelps, Missouri
Xã Arlington (tiếng Anh: Arlington Township) là một xã thuộc quận Phelps, tiểu bang Missouri, Hoa Kỳ. Năm 2010, dân số của xã này là 2.289 người.